# ريتشارد إم. وينر
ريتشارد إم. وينر (بالألمانية: Richard M. Weiner)‏ هو أستاذ جامعي وكاتب وفيزيائي روماني وألماني، ولد في 1930 في تشيرنوفتسي في أوكرانيا.